# 1966-os labdarúgó-világbajnokság-selejtező (UEFA – 3. csoport)
Az 1966-os labdarúgó-világbajnokság európai 3. selejtezőcsoportjának mérkőzéseit, és a csoport végeredményét tartalmazó lapja. A csoportban körmérkőzéses, oda-visszavágós rendszerben játszottak egymással a labdarúgó-válogatottak. A selejtezőket 1964. szeptember 29. és 1965. november 7. között rendezték. A csoport győztese automatikus résztvevője lett az 1966-os labdarúgó-világbajnokságnak.
A csoportban Franciaország, Jugoszlávia, Luxemburg és Norvégia szerepelt.
Franciaország jutott ki az 1966-os világbajnokságra.

## Tabella
| Hely. | Csapat        | M | Gy | D | V | G+ | G– | Gk  | P  | Továbbjutás                          |     | Franciaország | Norvégia | Jugoszlávia | Luxemburg |
| ----- | ------------- | - | -- | - | - | -- | -- | --- | -- | ------------------------------------ | --- | ------------- | -------- | ----------- | --------- |
| 1.    | Franciaország | 6 | 5  | 0 | 1 | 9  | 2  | +7  | 10 | Kijutott az 1966-os világbajnokságra |     | —             | 1–0      | 1–0         | 4–1       |
| 2.    | Norvégia      | 6 | 3  | 1 | 2 | 10 | 5  | +5  | 7  |                                      |     | 0–1           | —        | 3–0         | 4–2       |
| 3.    | Jugoszlávia   | 6 | 3  | 1 | 2 | 10 | 8  | +2  | 7  |                                      | 1–0 | 1–1           | —        | 3–1         |           |
| 4.    | Luxemburg     | 6 | 0  | 0 | 6 | 6  | 20 | −14 | 0  |                                      | 0–2 | 0–2           | 2–5      | —           |           |

## Mérkőzések
| 1964. szeptember 29. |

| Jugoszlávia                          | 3–1         | Luxemburg  |
| ------------------------------------ | ----------- | ---------- |
| Kovačević 15' Jerković 25' Galić 86' | Jegyzőkönyv | Schmit 71' |

| JNA Stadion, Belgrád Nézőszám: 22 166 Játékvezető: Petrosz Cuvárasz (görög) |

| 1964. október 4. |

| Luxemburg | 0–2         | Franciaország        |
| --------- | ----------- | -------------------- |
|           | Jegyzőkönyv | Guy 17' Artelesa 80' |

| Municipal Stadion, Luxembourg Nézőszám: 17 536 Játékvezető: Vital Loraux (belga) |

| 1964. november 8. |

| Luxemburg | 0–2         | Norvégia                 |
| --------- | ----------- | ------------------------ |
|           | Jegyzőkönyv | E. Johansen 28' Berg 72' |

| Municipal Stadion, Luxembourg Nézőszám: 8,130 Játékvezető: George T Powell (walesi) |

| 1964. november 11. |

| Franciaország | 1–0         | Norvégia |
| ------------- | ----------- | -------- |
| Rambert 17'   | Jegyzőkönyv |          |

| Parc des Princes, Párizs Nézőszám: 33 517 Játékvezető: John Adair (északír) |

| 1965. április 18. |

| Jugoszlávia | 1–0         | Franciaország |
| ----------- | ----------- | ------------- |
| Galić 59'   | Jegyzőkönyv |               |

| Crvena Zvezda Stadion, Belgrád Nézőszám: 23 906 Játékvezető: Dimitris Wlachojanis (osztrák) |

| 1965. május 27. |

| Norvégia                                                   | 4–2         | Luxemburg                         |
| ---------------------------------------------------------- | ----------- | --------------------------------- |
| Pedersen 16' E. Johansen 61' Sjøberg 66' Kristoffersen 77' | Jegyzőkönyv | Brenner 10' (11-esből) Dublin 26' |

| Lerkendal Stadion, Trondheim Nézőszám: 22 166 Játékvezető: Martti Hirviniemi (finn) |

| 1965. június 16. |

| Norvégia                       | 3–0         | Jugoszlávia |
| ------------------------------ | ----------- | ----------- |
| Seemann 9' Nilsen 60' Berg 87' | Jegyzőkönyv |             |

| Ullevaal, Oslo Nézőszám: 29 038 Játékvezető: Jack Lowry (walesi) |

| 1965. szeptember 15. |

| Norvégia | 0–1         | Franciaország |
| -------- | ----------- | ------------- |
|          | Jegyzőkönyv | Combin 22'    |

| Ullevaal, Oslo Nézőszám: 21 234 Játékvezető: Hugh Phillips (skót) |

| 1965. szeptember 19. |

| Luxemburg     | 2–5         | Jugoszlávia                             |
| ------------- | ----------- | --------------------------------------- |
| Pilot 39' 50' | Jegyzőkönyv | Galić 3' 11' Džajić 37' 58' Mušović 42' |

| Municipal Stadion, Luxembourg Nézőszám: 10 780 Játékvezető: Zdeněk Valeš (csehszlovák) |

| 1965. október 9. |

| Franciaország | 1–0         | Jugoszlávia |
| ------------- | ----------- | ----------- |
| Gondet 77'    | Jegyzőkönyv |             |

| Parc des Princes, Párizs Nézőszám: 36 546 Játékvezető: Frede Hansen (dán) |

| 1965. november 6. |

| Franciaország                | 4–1         | Luxemburg |
| ---------------------------- | ----------- | --------- |
| Gondet 8' 27' Combin 11' 38' | Jegyzőkönyv | Pilot 53' |

| Stade Vélodrome, Marseille Nézőszám: 30 080 Játékvezető: Daniel Zariquiegui Izco (spanyol) |

| 1965. november 7. |

| Jugoszlávia | 1–1         | Norvégia   |
| ----------- | ----------- | ---------- |
| Vasović 23' | Jegyzőkönyv | Stavrum 8' |

| Belgrád Nézőszám: 17,538 Játékvezető: Menáhém Askenází (izraeli) |